# Red Internacional de Periodistas con Visión de Género
La Red Internacional de Periodistas con Visión de Género (RIPVG) es una organización creada en noviembre de 2005 en Morelia (México) inicialmente integrada por profesionales de 14 países con el objetivo de sumar a periodistas de todo el mundo de forma individual o colectiva de priorizar la perspectiva de género en su trabajo, a las mujeres como fuente de información y el promover el uso del lenguaje no sexista. Al mismo tiempo que potencia el periodismo feminista y su producciones en los diferentes soportes. La Red Internacional está actualmente integrada por miembros de 35 países.

## Historia
En la Segunda Conferencia Latinoamericana de Mujeres Periodistas celebrada en Río de Janeiro, entre el 25 y 28 de marzo de 2004, se propuso la creación de una gran red internacional de Mujeres Periodistas que se materializó finalmente en el Primer Encuentro Internacional de Periodistas en la ciudad de Morelia (México), en noviembre de 2005 donde periodistas de 14 países (Argentina, Alemania, España, Italia, Perú, El Salvador, Nicaragua, Costa Rica, Panamá, República Dominicana, Guatemala, Cuba, Estados Unidos y México) crearon la Red Internacional de Periodistas con Visión de Género (RIPVG). La red se concibió como un espacio abierto en el que confluyen periodistas, de forma individual o colectiva, de diferentes lugares del planeta, con el propósito de promover un periodismo sensible a la perspectiva de género. Al momento de la creación de la Red Internacional existían redes consolidadas, con un trabajo de varios años, como la Red Nacional de Periodistas de México fundada en 1995 con 55 periodistas de 18 entidades de México y la trinacional de México, Canadá y Estados Unidos, además de la de México, Centroamérica y Caribe. Igualmente existían asociaciones de periodistas mujeres, entre ellas la Red de Mujeres Periodistas del Mediterráneo, la Asociación de Mujeres Periodistas de Cataluña y la Red Europea de Mujeres Periodistas. Entre las periodistas del grupo impulsor inicial están Sara Lovera (México), Mirta Rodríguez Calderón (Cuba), Fabiola Calvo Ocampo (Colombia), Liliana Hendel (Argentina) y Montserrat Minobis (España). A la red internacional se suman redes de ámbito nacional como la Red Colombiana de Periodistas con Visión de Género creada en 2007,  la Red Internacional de Periodistas con Visión de Género en Argentina liderada por Liliana Hendel y Silvina Molina y la Xarxa Internacional de Dones Periodistes i Comunicadores de Catalunya que en 2007 crea la agencia de noticias con visión de Género "La Independent".

## Objetivos
Entre los objetivos de la Red está el transformar las condiciones sexistas estructurales del ejercicio del periodismo alrededor del mundo.
Cuestionando el sesgo androcéntrico y el sexismo de la información en los medios de comunicación la RIPVG tiene como objetivo impulsar un cambio que sitúe a las mujeres en posiciones de no discriminación tanto en los contenidos -reclamando que las mujeres son fuente de información y su punto de vista debe ser tenido en cuenta de manera transversal en todos los temas que tratamos- como en el lenguaje -utilizando lenguaje inclusivo y combatiendo los estereotipos de género. También reivindica una mayor presencia de mujeres en los puestos de dirección de los medios.
En el Manifiesto de Bogotá de 2009 se señala que "necesitamos abandonar la mirada sesgada y excluyente; cambiar nuestras rutinas profesionales para escuchar más, ver mejor y comprender la complejidad y diversidad del momento histórico que nos ha tocado testimoniar; que exigimos ver a las mujeres, que no las excluyamos de nuestros relatos, que nos decidamos a vivir nuestra profesión con el riesgo que supone aventurarse por nuevos caminos, por rutas aún no transitadas, sin antiguas brújulas que solo marcaban el norte del poder."

## Coordinación internacional
Miriam Bobadilla (Argentina);  Rosa María Rodríguez Quintanilla (México); Alicia Oliver (España)

## Encuentros de la red
- Ier Encuentro. Morelia (México) fundación 2005
- II Oviedo (España) 2007
- III Bogotá (Colombia) 2009. Asistieron a ella cerca de 250 periodistas de Colombia y otras 50 de diferentes países entre ellos Perú, Suecia, República Dominicana, El Salvador, Marruecos, Jordania, Ecuador, Cuba, Bolivia, Argentina, España y México. Se emitió el "Manifiesto de Bogotá".
- IV Fez- (Marruecos) 2011
- V Yucatán (México) 2013
- VI Barcelona (España) 2016
- VII Montevideo (Uruguay) 2019

## Organizaciones relacionadas
- Red Internacional de Mujeres Periodistas y Comunicadoras de Cataluña[24][25]
- Red Colombiana de Periodistas con Visión de Género[26]
- Red Internacional de Periodistas con Visión de Género en Argentina[27]
- Red Nacional de Periodistas de México (RNP)
- Red Europea de Mujeres Periodistas[28]